# Rak jeter
Rak jeter je vrsta raka, ki prizadene jetra. Primarni jetrni rak vznikne v jetrih, lahko pa je rak jeter tudi posledica zasevanja iz drugih organov (sekundarni rak jeter). Obstaja več vrst primarnega raka jeter; med odraslimi je najpogostejši jetrnocelični rak (okoli 80 % vseh primerov). Redkejši je znotrajjetrni holangiokarcinom, še redkejši so mešani tumorji, cistadenokarcinom, nediferencirani karcinom, hemangiosarkom in drugi sarkomi. Najpogosteje pa gre za sekundarni rak jeter.
Primarni rak jeter je v svetovnem merilu šesti najpogostejši rak in četrti glede na število smrti zaradi raka. Leta 2018 je v svetu za primarnim rakom jeter zbolelo 841.000 ljudi in umrlo 782.000 bolnikov. Predstavlja znatno breme v svetovnem merilu in je v porastu. Njegova pojavnost je velika zlasti v predelih sveta, kjer sta pogosta hepatitis B in hepatitis C, na primer v Aziji in subsaharski Afriki. Jetrnocelični rak se pogosteje pojavlja pri moških. Najpogosteje ga diagnosticirajo v starosti med 55 in 65 let. Poglavitni vzrok raka jeter je ciroza jeter, ki pa lahko med drugim nastane zaradi hepatitisa B, hepatitisa C ali alkoholizma. Drugi vzroki so še izpostavljenost aflatoksinu, presnovna maščobna jetrna bolezen in okužba z jetrnimi zajedavci (metljaji). Pri diagnosticiranju so v pomoč  krvne preiskave in slikovne tehnike, potrditev bolezni pa omogoča biopsija tkiva.
Ker lahko ja pojav raka jeter vplivajo številni dejavniki, obstaja tudi več ukrepov za njegovo preprečevanje. Mednje spadajo cepljenje proti hepatitisu B, zdravljenje okuženih s hepatitisom B ali hepatitisom C, omejitev uživanja alkohola, omejevanje izpostavljenosti aflatoksinu v kmetijstvu in ustrezno zdravljenje debelosti in sladkorne bolezni. Pri bolnikih s kroničnimi jetrnimi boleznimi se priporoča presejanje. Pri bolnikih s povečanim tveganjem za jetrnoceličnega raka zaradi kronične jetrne bolezni se priporoča presejalni ultrazvočni pregled jeter vsakih šest mesecev.
Simptomi so lahko nespecifični in številni, odvisni so pa tudi od vrste raka jeter. Pri holangiokarcinomu se lahko pojavijo znojenje, zlatenica, bolečina v trebuhu, izguba telesne teže in povečana jetra. Jetrnocelični rak je povezan z zatipno maso v trebuhu, bolečinami v trebuhu, bruhanjem, slabokrvnostjo, bolečino v hrbtu, zlatenico, srbežem, izgubo telesne teže in vročino.
Možnosti zdravljenja zajemajo kirurški poseg, tarčno zdravljenje in obsevanje. V določenih primerih pridejo v poštev tudi odstranitev tumorja z ablacijo, embolizacija ali presaditev jeter.

## Vrste raka jeter
Rak jeter lahko bodisi vznikne iz jetrnega tkiva (primarni rak jeter) ali pa gre za razsoj raka iz drugih organov (sekundarni rak jeter). Primarne rake jeter razvrščamo na osnovi tipa celic, iz katerih se razvijejo:
- epitelijski raki (karcinomi) jeter:
  - jetrnocelični rak
  - (znotrajjetrni) holangiokarcinom
  - hepatoblastom
  - cistadenokarcinom
  - mešani karcinom jeter
  - nedirerencirani karcinom jeter
- mezenhimski raki jeter:
  - leiomiosarkom
  - holangioendoteliom
  - hemangiopericitom
  - hemangiosarkom
  - angiosarkom
  - primarni limfom

Sekundarni raki jeter pogosto izvirajo iz raka debelega črevesa in danke, raka trebušne slinavke, raka dojk, raka želodca, raka žolčnika in malignega melanoma ter drugih rakov.